# オストロウェンカ県

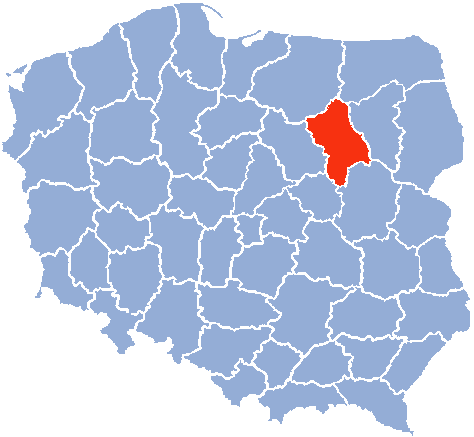
オストロウェンカ県

オストロウェンカ県（オストロウェンカけん、ポーランド語: województwo ostrołęckie）は、1975年から1998年まで存在したポーランドの県（行政区画・地方行政単位）である。1999年1月1日の地方行政区画改正にともないマゾフシェ県になった。県都はオストロウェンカ。

## 主要都市（人口は1998年12月31日時点）

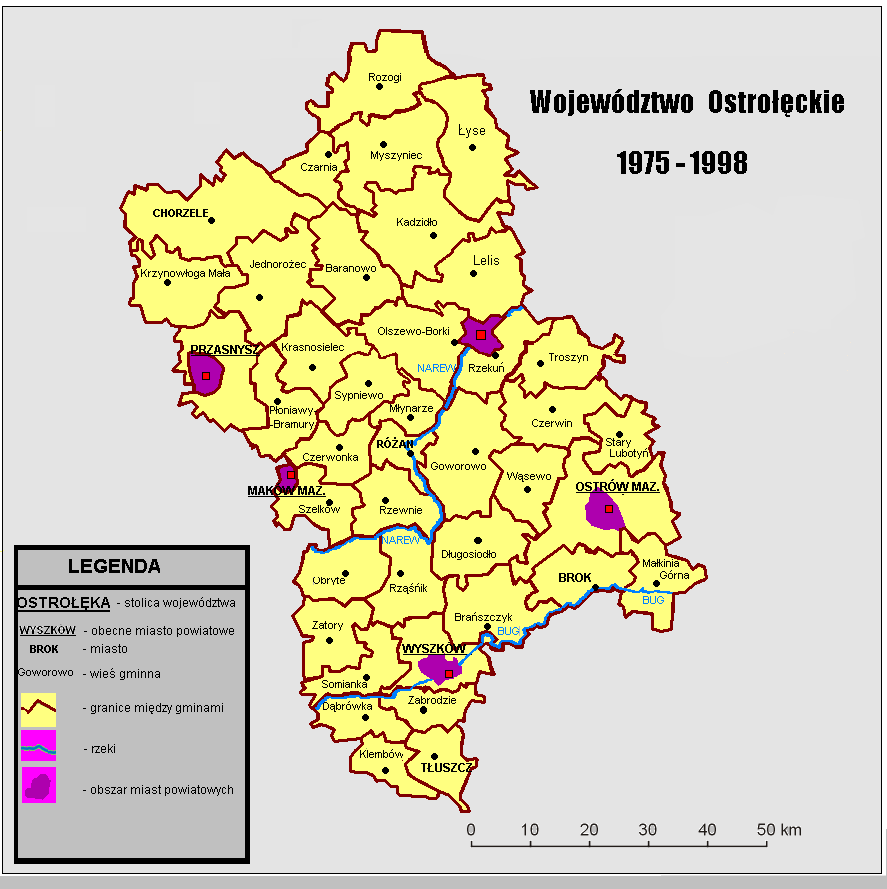
オストロウェンカの地図

- オストロウェンカ - 55,271人
- ビシュクフ（英語版） - 26,154人
- オストルフ・マゾビエツカ（英語版）  - 22,592人
- プジャスニシュ（英語版）  - 17,556人
- マクフ・マゾビエツキ（英語版）  - 10,651人
- トウシュチ（英語版）  - 6,708人
- ルジャン（英語版）  - 2,906人
- ミシニエツ（英語版）  - 2,815人
- ホジェレ（英語版）  - 2,643人
- ブロク（英語版）  - 1,918人